# Královské vzdušné síly Ománu
Královské vzdušné síly Ománu (anglicky Royal Air Force of Oman, zkr. RAFO) jsou složkou ománských ozbrojených sil. Fungují od svého založení v březnu 1959. Velitem vzdušných sil je Jahíja Rašíd al-Džuma.

## Historie

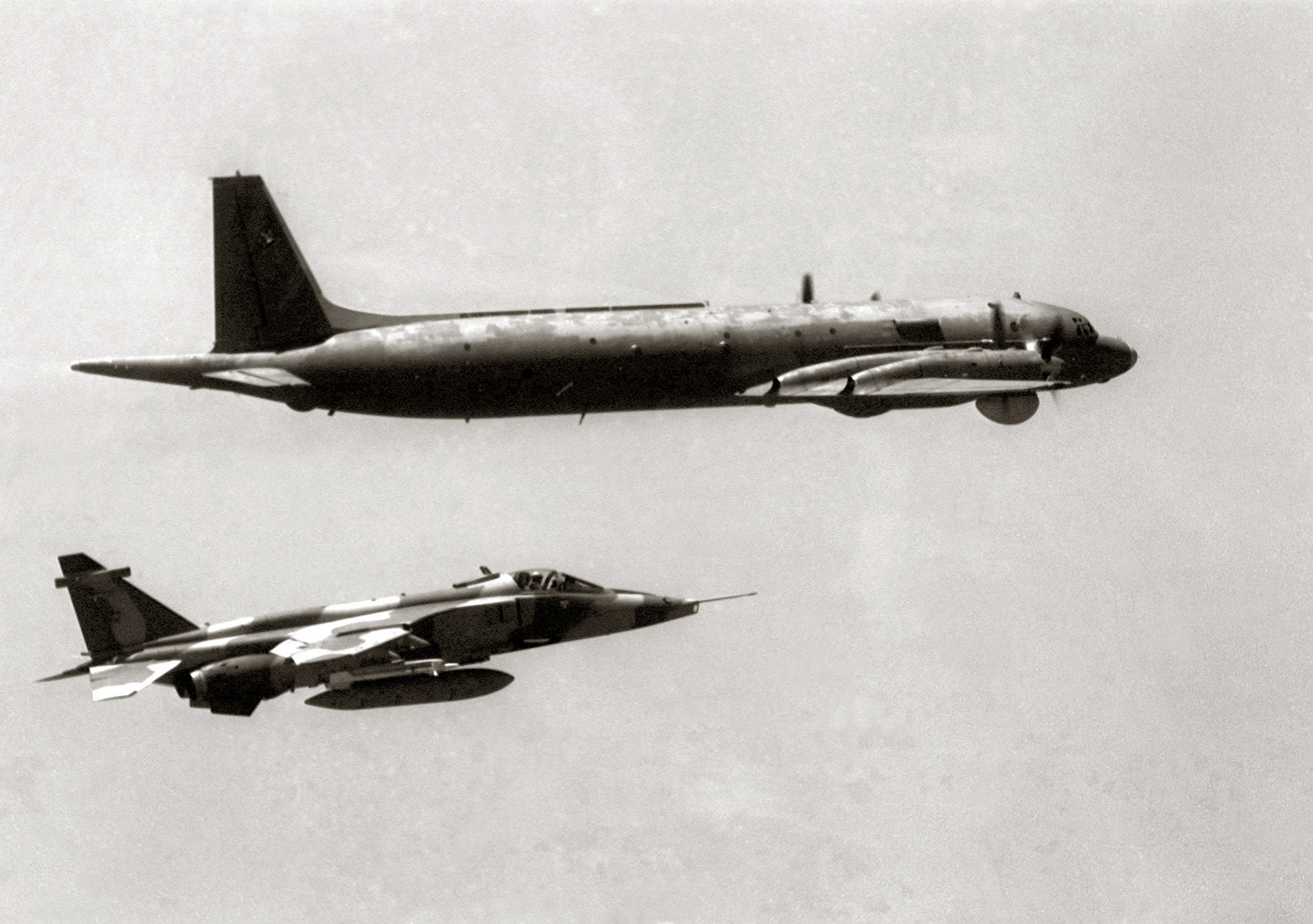
Letadlo SOAF SEPECAT Jaguar blížící se k Il-38 (1987).

Vzdušné síly ománského sultána (anglicky Sultan of Oman's Air Force, zkr. SOAF) byly zřízeny s britskou pomocí a v době svého vzniku 1. března 1959 byly tvořeny letouny s britskými posádkami. První letadla byla převedena od britských ozbrojených sil – Royal Air Force. Prvním ozbrojeným letounem byl Percival Provost.
V roce 1968 letectvo obdrželo 24 lehkých úderných letounů BAC Strikemaster pro použití v operacích proti vzbouřencům v jižním Ománu v Dhofaru. Roku 1974 bylo letectvo rozšířeno o letouny BAC One-Eleven, Britten-Norman Islander, Hawker Hunter a Vickers VC10. Tyto letouny byly specializovány pro útoky na pozemní cíle. V roce 1977 doplnil řady SOAF letoun SEPECAT Jaguar, který roku 1980 následoval BAE Hawk.
V roce 1990 došlo k přejmenování Vzdušných sil ománského sultána na Královské vzdušné síly Ománu (zkr. anglicky RAFO) a v roce 1993 byly objednány čtyři cvičné stroje Hawk 103 a dvanáct lehkých bojových letadel Hawk 203. V roce 2005 začaly dodávky stíhaček F-16C/D Block 50, které dodnes tvoří páteř ománského letectva.
V prosinci 2012 objednal Omán dvanáct stíhaček Typhoon spolu s osmi cvičnými letouny Hawk Mk. 166. Celková částka za tyto stroje představuje 4,06 mld. USD. Stroje Typhoon mají v letectvu Ománu doplnit existující letku F-16 a Hawk Mk. 166 zase nahradí staré stroje Hawk Mk. 103.

## Letadlový park
| Letadlo                               | Foto            | Země původu                                 | Typ                                      | Verze           | Služba          | Poznámky                        |
| Stíhací letouny                       | Stíhací letouny | Stíhací letouny                             | Stíhací letouny                          | Stíhací letouny | Stíhací letouny | Stíhací letouny                 |
| ------------------------------------- | --------------- | ------------------------------------------- | ---------------------------------------- | --------------- | --------------- | ------------------------------- |
| General Dynamics F-16 Fighting Falcon |                 | USA                                         | víceúčelové stíhací letadlo              | F-16C           | 17              |                                 |
| Eurofighter Typhoon                   |                 | Německo Spojené království Španělsko Itálie | stíhačka k vybojování vzdušné nadvlády   |                 | 2               | Celkem Omán objednal 12 letadel |
| Hawk 200                              |                 | Spojené království                          | lehké bojové letadlo                     | 203             | 10              |                                 |
| Letadla speciálního určení            |                 |                                             |                                          |                 |                 |                                 |
| CASA C-295                            |                 | Španělsko                                   | námořní hlídkový a protiponorkový letoun | MPA             | 4               |                                 |
| Short SC.7 Skyvan                     |                 | Spojené království                          | námořní hlídkový a protiponorkový letoun |                 | 3               |                                 |
| Dopravní a transportní letouny        |                 |                                             |                                          |                 |                 |                                 |
| Lockheed C-130 Hercules               |                 | USA                                         | strategické transportní letadlo          |                 | 3               |                                 |
| Lockheed Martin C-130J Super Hercules |                 | USA                                         | taktické transportní letadlo             |                 | 3               |                                 |
| CASA C-295                            |                 | Španělsko                                   | taktické transportní letadlo             |                 | 4               |                                 |
| Vrtulníky                             |                 |                                             |                                          |                 |                 |                                 |
| Bell 206                              |                 | USA                                         | užitkový vrtulník                        |                 | 4               |                                 |
| Bell 205                              |                 | USA                                         | užitkový vrtulník                        |                 | 5               |                                 |
| NHIndustries NH90                     |                 | Francie Nizozemsko Německo Itálie           | užitkový a dopravní vrtulník             |                 | 17              | další 2 objednané               |
| SA 330 Puma                           |                 | Francie                                     | užitkový a dopravní vrtulník             |                 | 2               |                                 |
| EC225 Super Puma                      |                 | Francie                                     | užitkový a dopravní vrtulník             |                 | 2               |                                 |
| Lynx                                  |                 | Spojené království                          | protilodní vrtulník                      |                 | 15              |                                 |
| Cvičná letadla                        |                 |                                             |                                          |                 |                 |                                 |
| General Dynamics F-16 Fighting Falcon |                 | USA                                         | víceúčelové stíhací letadlo              | F-16D           | 6               |                                 |
| BAE Hawk                              |                 | Spojené království                          | proudový cvičný letoun                   | 103             | 4               |                                 |
| Pilatus PC-9                          |                 | Švýcarsko                                   | turbovrtulové letadlo                    |                 | 12              |                                 |